# Maiwand (Berg)
Die Maiwand ist ein Gipfel bei Flintsbach am Inn. Die Höhe beträgt 1135 Meter. Die felsige Erhebung ist ein Nebengipfel des Großen Riesenkopfes und gehört damit geographisch zu den Bayerischen Voralpen, zum Mangfallgebirge und zur Wendelsteingruppe.
Das Gipfelkreuz auf der Maiwand wird üblicherweise von Südwesten aus dem Riesenkopfgebiet oder von Südosten über den Maigraben mit Seilversicherung erreicht. Beide Anstiege erfordern leichte Kletterei (T5 der SAC-Wanderskala, I der UIAA-Skala). Eine schwierigere Variante, die den Gipfelvorbau direkt überschreitet, jedoch umgangen werden kann, ist trotz Seilversicherung mit III zu bewerten.

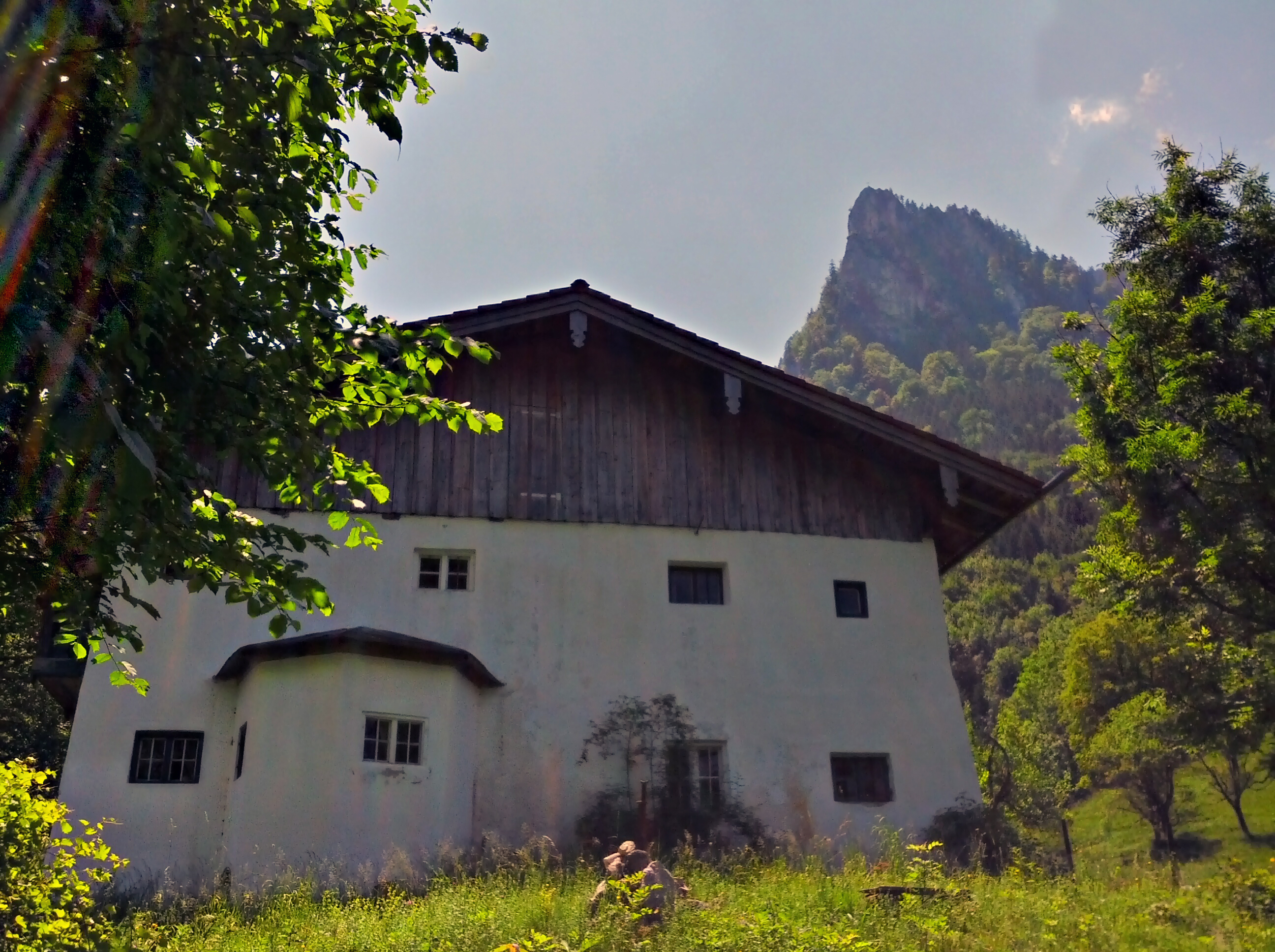
Die Maiwand, im Vordergrund der Wagner am Berg, erbaut 1776
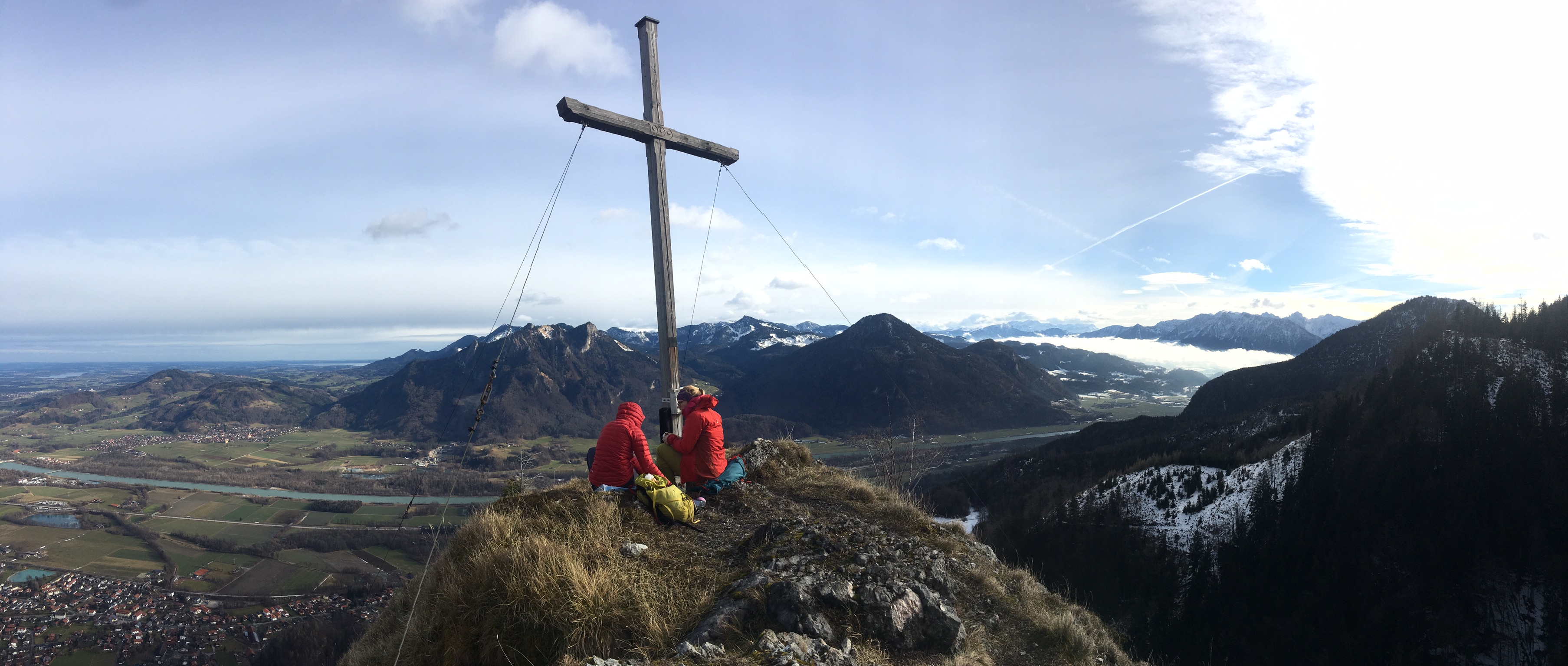
Panorama vom Gipfel